# Кузин, Борис Сергеевич
Бори́с Серге́евич Ку́зин (28 апреля (11 мая) 1903, Москва — 26 апреля 1973, Борок, Ярославская область)— биолог-теоретик, ламаркист; поэт, переводчик, мемуарист, близкий друг Осипа Мандельштама.

## Биография

### Детство и юность. Обретение профессии
В семье Кузиных было шестеро детей. Отец, Сергей Григорьевич Кузин, происходил из семьи иконописцев, по бедности не получил образования, работал бухгалтером. Человек оригинальный и талантливый, он был энтомологом-любителем, отличался способностями к языкам и музыке. Музыка постоянно звучала в доме — мать, Ольга Бернардовна, прекрасно играла на фортепиано. Любовь к природе, музыке, литературе, языкам передалась и детям, в особенности Борису.
В 1910 году, после смерти сестры Бориса, семья перебралась на постоянное жительство на станцию Удельная (30 верст от Москвы по Казанской дороге), где прошли его детство и ранняя юность. В 1913 году Кузин поступил в Малаховскую гимназию, где овладел тремя основными европейскими языками. После революции, когда изучение латыни в школе отменили, не захотел прервать занятия и ходил на дом к бывшему директору, страстному латинисту, чтобы читать в подлиннике Горация.
В 1920 году поступил на естественное отделение физико-математического факультета Московского университета (которое окончил в 1924 году по специальности «зоология описательная»); учась, занимался научными исследованиями, работал в качестве младшего научного сотрудника. Входил в круг учеников Е. С. Смирнова. В конце 1920-х, период «советизации» и «диалектизации» биологии, участвовал в диспутах в Комакадемии, отстаивая позиции механоламаркизма (совместно с Ю. М. Вермелем, М. В. Волоцким, Ф. Ф. Дучинским, Б. М. Завадовским, М. С. Навашиным, Е. С. Смирновым, А. К. Тимирязевым). С 1925 по 1935 год работал в должности старшего научного сотрудника в Зоологическом музее (с 1932-го — заведующий сектором энтомологии) и Институте зоологии при МГУ, занимался энтомологией, систематикой жуков и клещей и гидробиологией.

### Дружба с Мандельштамами. Аресты и заключение
Осип Мандельштам
К немецкой речи (Отрывок)
Б. С. Кузину

Когда я спал без облика и склада, 

Я дружбой был, как выстрелом, разбужен. 

Бог Нахтигаль, дай мне судьбу Пилада 

Иль вырви мне язык — он мне не нужен. 

Бог Нахтигаль, меня ещё вербуют 

Для новых чум, для семилетних боен. 

Звук сузился, слова шипят, бунтуют, 

Но ты живёшь, и я с тобой спокоен. 

8—12 августа 1932 

 «…Б. С. Кузин был немцем по матери и внешним своим обликом напоминал один из главных персонажей дюреровской картины „Праздник розенкрейцеров“. Ему были свойственны: светлая гармония, доброта, широта интересов, жизнерадостность, верность и талант дружбы».
Летом 1930 года, участвуя в экспедиции в Армению для наблюдений за выходом кошенили, в Эривани Кузин познакомился с О. Э. и Н. Я. Мандельштамами, между ними завязалась тесная дружба. Встреча описана Мандельштамом в «Путешествии в Армению». Н. Я. Мандельштам считала, что эта встреча оказалась «судьбой для всех троих. Без неё — Ося часто говорил, — может, и стихов бы не было». Кузину посвящено мандельштамовское стихотворение «К немецкой речи». Мандельштам писал о Кузине: «Личностью его пропитана и моя новенькая проза, и весь последний период моей работы. Ему и только ему я обязан тем, что внёс в литературу период т. н. „зрелого Мандельштама“». В Москве они виделись почти ежедневно, Мандельштам часто приходил к Кузину в Зоологический музей.
В главе «Москва» «Путешествия в Армению» Мандельштам писал:
Б. С. ни в коем случае не был книжным червём. Наукой он занимался на ходу, имел какое-то прикосновение к саламандрам знаменитого венского самоубийцы — профессора Каммерера и пуще всего на свете любил музыку Баха, особенно одну инвенцию, исполняемую на духовых инструментах и взвивающуюся кверху, как готический фейерверк.
Кузин был довольно опытным путешественником в масштабе СССР. И в Бухаре, и в Ташкенте мелькала его лагерная гимнастёрка и раздавался заразительный военный смех. Повсюду он сеял друзей
В 1930 году Кузин был арестован по обвинению в контрреволюционной агитации, но вскоре освобождён. Н. Я. Мандельштам указывает, что арест произошёл «в связи с делами биологов. Попался он в первый раз из-за каких-то своих шуточных стихов…». «„Не носите эту шляпу, — говорил О. М<андельштам> Борису Кузину, — нельзя выделяться — это плохо кончится“. И это действительно плохо кончилось, — вспоминала Н. Я. Мандельштам. — …Шляпа — шутка, а голова под шляпой действительно предопределяла судьбу» — его «непрерывно таскали, потому что он отказался стукачить». В 1933-м последовал второй арест, Кузин месяц провел в ГПУ. Ходатайствуя о его освобождении, Мандельштам писал М. С. Шагинян: «У меня отняли моего собеседника, мое второе „я“, человека, которого я мог и имел время убеждать, что в революции есть и <энтелехия>, и виталистическое буйство, и роскошь живой природы.
Я переставил шахматы с литературного поля на биологическое, чтобы игра шла честнее. Он меня по-настоящему будоражил, революционизировал, я с ним учился понимать, какую уйму живой природы, воскресшей материи поглотили все великие воинствующие системы науки, поэзии, музыки. Мы раздирали идеалистические системы на тончайшие материальные волоконца и вместе смеялись над наивными, грубо-идеалистическими пузырями вульгарного материализма».
Кузин был в числе тех, кому Мандельштам прочёл написанное в ноябре 1933 года стихотворение о Сталине и тем самым оказался причастен к «преступной деятельности» против вождя народов. В 1934 году Мандельштам отправлен в ссылку, а Кузин вновь арестован в начале 1935-го. 20 июня Особым совещанием при НКВД СССР осуждён по 58-й статье на 3 года лишения свободы, заключение отбывал в казахстанском лагере. С 1938 по 1953 год находился в ссылке в Казахстане.
В лагере Кузин познакомился и подружился со священником Павлом Груздевым.

### После освобождения. Последние годы
После освобождения устроился на опытную сельскохозяйственную станцию Шортанды (Северный Казахстан). В 1944 году переехал в Алма-Ату, до сентября 1953 года работал на Республиканской станции защиты растений Казахского филиала ВАСХНИЛ (заместитель директора по научной части).
В 1944 году получил степень кандидата сельскохозяйственных наук (тема диссертации — «Акмолинская зерновая совка и борьба с ней»), а в 1951-м — степень доктора биологических наук (диссертация по теме: «Жуки-нарывники Казахстана»).
Последние 20 лет (1953—1973) Кузин прожил в посёлке Борок Ярославской области, сначала руководил научной жизнью Биологической станции, затем был заместителем директора по научной части в Институте биологии внутренних вод АН СССР, организованном и возглавляемом исследователем Арктики И. Д. Папаниным.
В 1960-х годах произошла встреча и возобновилась дружба Б. С. Кузина со священником Павлом Груздевым, назначенным в приход села Верхне-Никульское.
Последние годы жизни Кузин тяжело болел (здоровье было подорвано лагерем), но работал, пока доставало сил. Уйдя в 1970-м году на пенсию, не покинул любимый им Борок, ещё три года оставаясь в институте консультантом.
Умение радоваться жизни и чувство юмора не изменяли ему до последних дней. Незадолго до смерти он так сформулировал своё кредо:
Только полное понимание трагизма жизни с начала до конца и собственный опыт глубокого и не кончающегося страдания дают право сознательно принять жизнь такой, какова она есть, и считать её в конечном итоге прекрасной. Но это мне кажется возможным только при убеждении в существовании абсолютного начала... Постигнуть его природу невозможно. Но мне довольно убеждения, что оно существует и даёт о себе знать, с такой силой (во всяком случае мне) манифестируясь во всякой красоте и во всяком добре...
Отпевал его архимандрит Павел (Груздев), с которым они были очень близки. После отпевания на вопрос: «Нет ведь таких людей больше?» — отец Павел ответил: «Да, и выкроечки у Господа Бога не осталось». Похоронен Б. С. Кузин на кладбище при церкви села Верхне-Никульское на берегу реки Ильди.

## Работа и творчество
Нет разных Борисов Кузиных, отдельно существующих в зоологии,
 в музыке, в поэзии,
 в поведении с людьми,
 во взглядах на общество и т.п. Всё это теснейше связано в одном лице.
Наука, литература, искусство, музыка составляли единое целое в кузинской картине мира. Энтомолог, систематик-теоретик, биолог с широким кругом научных интересов, Б. С. Кузин был приверженцем типологического мировоззрения, выдвинул ряд концепций в области теории эволюции, общих проблем систематики, изменчивости. «Мне кажется, — писал учёный, — что центральное понятие систематики — тип — подобно понятию стиля в искусстве. Там стиль так же проявляется в ряде произведений определённой эпохи или определённого мастера, как тип проявляется во всякой естественной группе организмов. Стиль, как и тип, очень явственно ощущается, но столь же трудно поддаётся сколько-нибудь точному словесному описанию или наглядному изображению».
Характеризуя научную работу сотрудников Зоомузея в 1932—1954 годах, К. Г. Михайлов отмечает, что «как и в прежние годы, систематика животных сводилась к описанию новых видов и подвидов, в крайнем случае, родов. Практически никто не пытался изучать систематику высших таксонов, тем более принципы систематики в целом. Единственное исключение — Б. С. Кузин, оказавшийся „чужеродным телом“ в советской действительности 1930-х годов. Публикации его работ по теории систематики появились позже — одна статья в 1962 г. и отрывок из монографии в 1987 г. Главные же работы Б. С. Кузина ещё ждут своей публикации».
В Зоологическом музее МГУ хранятся богатые энтомологические сборы Б. С. Кузина по Европейской части России и Средней Азии.
Основная масса прозаических вещей (сам Кузин называл их «разговорами») была написана в 1960—1970-е годы. Чаще всего это написанные в свободной форме, с органическим вплетением автобиографических элементов, небольшие, но ёмкие по мысли лирико-философские эссе, посвящённые размышлениям об искусстве, различных сторонах человеческой природы и общественной жизни, пронизанные раздумьями о проблемах общечеловеческого характера и чувством юмора.
Сохранились также обширное эпистолярное наследие Кузина (своего рода продолжением которого являются его прозаические «разговоры»), прозаические и стихотворные переводы. Зная около десятка европейских языков, на протяжении жизни Кузин изучал всё новые (в 1940-е с увлечением занимался древнегреческим). Главной его целью была возможность читать шедевры мировой литературы в подлиннике. Его лирическая поэзия вобрала в себя всё богатство европейской культуры, начиная с древнегреческих мифов.
Сохранившееся поэтическое наследие Кузина включает около 100 лирических и множество шуточных стихотворений — самое раннее датировано 1935 годом, последнее написано за несколько дней до смерти — 20 апреля 1973 года.
13—15 мая 2003 года в посёлке Борок Ярославской области в Институте биологии внутренних вод РАН, где Б. С. Кузин проработал многие годы, состоялись чтения, посвящённые 100-летию со дня рождения учёного.

## Архив
В конце 1970-х годов основная часть архива Б. С. Кузина была передана его вдовой, архитектором Ариадной Валериановной Апостоловой (1904—1984), в отдел рукописей Российской национальной библиотеки в Санкт-Петербурге (ф. 1252), долгое время архив был закрыт. Часть архива сохранил друг семьи Кузиных, один из первых публикаторов его работ, историк М. А. Давыдов (1939—2013), позднее также передавший рукописи в РНБ. Часть писем находится в мемориальном музее-квартире Л. Н. Гумилёва, учёные переписывались в 1966—1967 годах — для Гумилёва была важна оценка Кузиным его работ. Сохранившееся письмо к Н. Я. Мандельштам находится в архиве О. Э. Мандельштама (отдел рукописей и редких книг Файерстоунской библиотеки) Принстонского университета (Нью-Джерси, США). Часть научных трудов по биологии, воспоминаний, рассказов, эссе, стихотворений и фотографий находится в Санкт-Петербургском филиале Архива Российской академии наук (ф. 1077. № 707).

## Семья
- Отец — Сергей Григорьевич Кузин (?—1920)[29]
- Мать — Ольга Бернардовна Кузина, урождённая ? (1885?—1935)[29]
  - Сестра — Екатерина Сергеевна Кузина (1901—1909), в детстве умерла от дизентерии[29].
  - Сестра — Галина Сергеевна Кузина (1905—1993), филолог, музейный работник[29]
  - Сестра — Ольга Сергеевна Кузина (1908—1981), биолог[29], сотрудница реферативного журнала, в 1955 году подписала «Письмо трёхсот»[41] замужем за художником-анималистом Георгием Евлампиевичем Никольским[42].
  - Брат — Сергей Сергеевич Кузин (1909—1934?), умер от туберкулёза[29].
- Жена — Ариадна Валериановна Апостолова (1904—1984), архитектор[29].

## Критика
Человек разнообразных способностей, талантливый зоолог-систематик, он, будучи гётевским типом учёного, счастливо сочетал в себе мыслителя и художника.
Его научные исследования полны образов и аналогий из мира искусства и литературы. Это не только заимствования и цитаты, а художественное восприятие, вплетённое в ткань научного мышления.
Михаил Давыдов
…Он [Б. С. Кузин] — автор великолепных прозаических произведений, в которых выступает как человек оригинально мыслящий, обладающий безукоризненным слогом и незаурядным чувством юмора. Ему принадлежит большое количество стихотворений, в которых сквозь явственное влияние Мандельштама проступает самобытный поэтический голос. <…>
Кузин не был профессиональным писателем. Однако литературные занятия были для него не привеском к научной деятельности, а выражением насущной потребности реализовать творческое, художническое начало, которым он был одарён в той же мере, как и талантом учёного-теоретика.
Елена Пережогина